# Alessio Sakara
Alessio Sakara (Roma, 2 de setembro de 1981) é um lutador italiano de artes marciais mistas e boxe, atualmente compete no peso-médio.

## Carreira no MMA
Com cinco anos, Sakara começou a jogar futebol como meio campista aos cinco anos, mas foi só aos onze anos que começou a treinar boxe e aos dezoito a treinar Jiu Jitsu Brasileiro com Roberto Almeida.

### Ultimate Fighting Championship
Sakara fez sua estréia no UFC 55 contra Faircloth Ron. A luta foi dada como sem resultado devido a um chute na virilha de Sakara. No UFC 57 enfrentou Elvis Sinosic e venceu por Decisão Unânime. Sakara enfrentou Dean Lister no UFC 60 e perdeu por Finalização. No UFC 65 enfrentou Drew McFredies e perdeu por Nocaute Técnico. No UFC 70 enfrentou Victor Valimaki e venceu por Nocaute.
No UFC 75 enfrentou Houston Alexander e perdeu por Nocaute Técnico. No UFC 80 venceu James Lee por Nocaute. E após a luta anunciou que desceria para os Peso Médio. No UFC 82 foi nocauteado por Chris Leben. No UFC Fight Night: Diaz vs. Neer venceu Joe Vedepo por Nocaute. No UFC 101 venceu Thales Leites por Decisão Dividida. Ainda venceu James Irvin no UFC Live: Vera vs. Jones por Nocaute Técnico.
Sakara era esperado para enfrentar Maiquel Falcão no UFC Live: Sanchez vs. Kampmann, mas Falcão se machucou e o substituto foi Chris Weidman. Sakara perdeu por Decisão Unânime.
Sakara enfrentaria Jorge Rivera no UFC 133 mas foi obrigado a se retirar e foi substituído por Constantinous Philippou. 
Sakara enfrentou Brian Stann no UFC on Fuel TV: Gustafsson vs. Silva e perdeu por Nocaute ainda no primeiro round.
Sakara enfrentou Patrick Côté em 17 de Novembro de 2012 no UFC 154. Sakara derrubou Côté com socos, quando Côte caiu, Sakara continuou socando o adversário, a maioria dos golpes de Sakara atingira a nuca do oponente. O resultado foi uma derrota por Desqualificação.
A revanche entre Sakara e Côté foi brevemente ligada ao UFC 158 em 16 de Março de 2013, porém uma doença renal tirou Sakara da luta.
Sakara era esperado para enfrentar Tom Watson em 26 de Outubro de 2013 no UFC Fight Night: Machida vs. Muñoz. Porém, uma lesão tirou Watson do evento, sendo substituído por Magnus Cedenblad. Mas, Cedenblad também se lesionou e Sakara então enfrentou o estreante Nico Musoke. Ele perdeu por Finalização no primeiro round, amargando sua quarta derrota seguida.
Após a derrota, a quarta seguida, Sakara foi demitido pelo Ultimate.

## Cartel no MMA
| Cartel no MMA       |             |             |
| 30 lutas            | 17 vitórias | 11 derrotas |
| Por nocaute         | 11          | 4           |
| Por finalização     | 2           | 3           |
| Por decisão         | 4           | 3           |
| Por desqualificação | 0           | 1           |
| No contest          | 2           | 2           |

| Res.    | Cartel    | Oponente          | Método                              | Evento                               | Data       | Round | Tempo | Local                      | Notas                                 |
| ------- | --------- | ----------------- | ----------------------------------- | ------------------------------------ | ---------- | ----- | ----- | -------------------------- | ------------------------------------- |
| Derrota | 18-12 (2) | Rafael Carvalho   | Nocaute (cotovelada e socos)        | Bellator 190: Carvalho vs. Sakara    | 09/12/2017 | 1     | 0:44  | Florença                   | Pelo Cinturão Peso Médio do Bellator. |
| Vitória | 18-11 (2) | Joey Beltran      | Nocaute (socos)                     | Bellator 168                         | 10/12/2016 | 1     | 1:20  | Florença                   |                                       |
| Vitória | 17-11 (2) | Brian Rogers      | Nocaute (socos)                     | Bellator 152                         | 16/04/2016 | 2     | 2:29  | Turim                      |                                       |
| Vitória | 16-11 (2) | Dib Akil          | Nocaute Técnico (socos)             | Final Fight Championship 19          | 18/09/2015 | 1     | 1:32  | Linz                       |                                       |
| NC      | 15-11 (2) | Maciej Browarski  | Sem Resultado                       | Final Fight Championship 16          | 06/12/2014 | 1     | 3:20  | Viena                      |                                       |
| Derrota | 15-11 (1) | Nicholas Musoke   | Finalização Verbal (chave de braço) | UFC Fight Night: Machida vs. Muñoz   | 26/10/2013 | 1     | 3:07  | Manchester                 |                                       |
| Derrota | 15-10 (1) | Patrick Côté      | Desqualificação (socos na nuca)     | UFC 154: St. Pierre vs. Condit       | 17/11/2012 | 1     | 1:26  | Montreal, Quebec           |                                       |
| Derrota | 15–9 (1)  | Brian Stann       | Nocaute (socos)                     | UFC on Fuel TV: Gustafsson vs. Silva | 14/04/2012 | 1     | 2:26  | Estocolmo                  |                                       |
| Derrota | 15–8 (1)  | Chris Weidman     | Decisão (unânime)                   | UFC Live: Sanchez vs. Kampmann       | 03/03/2011 | 3     | 5:00  | Louisville, Kentucky       |                                       |
| Vitória | 15–7 (1)  | James Irvin       | Nocaute Técnico (soco)              | UFC Live: Vera vs. Jones             | 21/03/2010 | 1     | 3:01  | Broomfield, Colorado       |                                       |
| Vitória | 14–7 (1)  | Thales Leites     | Decisão (dividida)                  | UFC 101: Declaration                 | 08/08/2009 | 3     | 5:00  | Philadelphia, Pennsylvania |                                       |
| Vitória | 13–7 (1)  | Joe Vedepo        | Nocaute (chute na cabeça)           | UFC Fight Night: Diaz vs. Neer       | 17/09/2008 | 1     | 1:27  | Omaha, Nebraska            | Nocaute da Noite                      |
| Derrota | 12–7 (1)  | Chris Leben       | Nocaute (socos)                     | UFC 82: Pride of a Champion          | 01/03/2008 | 1     | 3:16  | Columbus, Ohio             | Estréia no Peso Médio.                |
| Vitória | 12–6 (1)  | James Lee         | Nocaute (socos)                     | UFC 80: Penn vs. Stevenson           | 19/01/2008 | 1     | 1:30  | Newcastle upon Tyne        |                                       |
| Derrota | 11–6 (1)  | Houston Alexander | Nocaute Técnico (joelhada e socos)  | UFC 75: Champion vs. Champion        | 08/09/2007 | 1     | 1:01  | Londres                    |                                       |
| Vitória | 11–5 (1)  | Victor Valimaki   | Nocaute (socos)                     | UFC 70: Nationd Collide              | 21/04/2007 | 1     | 1:44  | Manchester                 |                                       |
| Derrota | 10–5 (1)  | Drew McFedries    | Nocaute Técnico (socos)             | UFC 65: Bad Intentions               | 18/11/2006 | 1     | 4:07  | Sacramento, California     |                                       |
| Derrota | 10–4 (1)  | Dean Lister       | Finalização (triângulo)             | UFC 60: Hughes vs. Gracie            | 27/06/2006 | 1     | 1:20  | Los Angeles, California    |                                       |
| Vitória | 10–3 (1)  | Elvis Sinosic     | Decisão (unânime)                   | UFC 57: Lidell vs. Couture III       | 04/02/2006 | 3     | 5:00  | Las Vegas, Nevada          |                                       |
| NC      | 9–3 (1)   | Ron Faircloth     | Sem Resultado (chute na virilha)    | UFC 55: Fury                         | 07/10/2005 | 2     | 0:10  | Uncasville, Connecticut    | Estréia no UFC.                       |
| Vitória | 9–3       | Frank Amaugou     | Decisão (unânime)                   | King of the Ring                     | 19/02/2005 | N/A   | N/A   | Milão                      |                                       |
| Vitória | 8–3       | Tihamer Brunner   | Nocaute Técnico (socos)             | Ring Fight                           | 20/11/2004 | N/A   | N/A   | Bérgamo                    |                                       |
| Derrota | 7–3       | Assuerio Silva    | Decisão (unânime)                   | Jungle Fight 3                       | 23/10/2004 | 3     | 5:00  | Manaus                     |                                       |
| Vitória | 7–2       | Eduardo Maiorino  | Nocaute (socos)                     | Real Fight 1                         | 30/07/2004 | 1     | 0:30  | Rio de Janeiro             |                                       |
| Vitória | 6–2       | Rafael Tatu       | Nocaute Técnico (socos)             | Meca World Vale Tudo 9               | 01/08/2003 | 2     | 4:18  | Rio de Janeiro             |                                       |
| Vitória | 5–2       | Damien Riccio     | Decisão (unânime)                   | Martial Arts Day                     | 11/06/2003 | 2     | 6:00  | Roma                       |                                       |
| Vitória | 4–2       | David Mortelette  | Nocaute Técnico (socos)             | Resa Dei Conti 6                     | 20/12/2002 | 1     | 1:12  | Livorno                    |                                       |
| Derrota | 3–2       | Roman Zentsov     | Decisão (unânime)                   | M-1 MFC: Russia vs. the World 4      | 15/11/2002 | 2     | 5:00  | São Petersburgo            |                                       |
| Derrota | 3–1       | Simon Holmes      | Finalização (mata leão)             | Cage Warriors 1: Armageddon          | 27/07/2002 | 1     | 4:50  | Londres                    |                                       |
| Vitória | 3–0       | Adam Woolmer      | Finalização (kimura)                | CWFC 1: Armageddon                   | 27/07/2002 | 1     | 0:21  | Londres                    |                                       |
| Vitória | 2–0       | Mastioli Mastioli | Finalização (chave de braço)        | Fight Night                          | 21/06/2002 | 1     | 0:20  | Pomezia                    |                                       |
| Vitória | 1–0       | Di Clementi       | Nocaute (socos)                     | Fight Night                          | 21/06/2002 | 1     | 0:13  | Pomezia                    | Estreia no MMA                        |